# 울펜슈타인 2: 더 뉴 콜로서스

울펜슈타인 2: 더 뉴 콜로서스(Wolfenstein II: The New Colossus)는 머신게임스가 개발하고 베데스다 소프트웍스가 배급한 2017년 액션 어드벤처 1인칭 슈팅 게임이다. 2017년 10월 27일 마이크로소프트 윈도우, 플레이스테이션 4, 엑스박스 원용으로 출시되었으며, 2018년 6월 29일 닌텐도 스위치용으로 출시되었다. 울펜슈타인 시리즈 중 8번째 주요 작품이자, 2014년 울펜슈타인: 더 뉴 오더의 후속작이다. 1961년을 배경으로 한다.
이 게임은 1인칭 시점에서 플레이되며 레벨 대부분이 발로 걸어서 진행한다.
울펜슈타인 2: 더 뉴 콜로서스는 긍정적인 평론 반응을 보였다. 캐릭터, 내레이션, 슈팅 구조, 게임의 일반적인 표현 등에서 찬사가 있었다. 제35회 골든 조이스틱 어워드, 게임 어워드 2017 등 여러 차례 수상을 하였다.

## 평가
| 통합 점수      | 통합 점수                                      |
| 통합사         | 점수                                           |
| -------------- | ---------------------------------------------- |
| 메타크리틱     | PC: 86/100 PS4: 87/100 XONE: 88/100 NS: 79/100 |
| 평론 점수      |                                                |
| 평론사         | 점수                                           |
| 디스트럭토이드 | 8/10                                           |
| 에지           | 7/10                                           |
| EGM            | 8/10                                           |
| 게임 인포머    | 9.75/10                                        |
| 게임 레볼루션  | [ 10 ]                                         |
| 게임스레이더+  | [ 11 ]                                         |
| IGN            | 9.1/10                                         |
| PC 게이머 (US) | 81/100                                         |
| 폴리곤         | 9/10                                           |
| VideoGamer.com | 9/10                                           |

| 수상                      | 수상                    |
| 평론사                    | 수상                    |
| ------------------------- | ----------------------- |
| The Game Awards 2017      | Best Action Game        |
| IGN's Best of 2017 Awards | Best Shooter Best Story |